# Shangchen
Shangchen (Chinees: 上陈) is een archeologische vindplaats uit het vroegpaleolithicum in het arrondissement Lantian, Shaanxi, China, ongeveer 25 km ten zuiden van Weinan. De site werd ontdekt in 1964 en opgegraven in 2004 en 2017.
In 2018 werd de datering van de op de vindplaats gevonden stenen werktuigen vastgesteld op basis van magnetostratigrafie. Er werden artefacten gevonden in 17 lagen, gedateerd tussen 1,26 Ma (paleosol S15) en 2,12 Ma (löss L28). De gevonden datum van 2,12 miljoen jaar is 300.000 jaar ouder dan de vroegst bekende menselijke fossielen in Eurazië, de Dmanisi-mensen. 

## Locatie
Shangchen is vernoemd naar het dorp Shangchen (上陈村), Yushan, Lantian, Shaanxi, ongeveer 50 kilometer ten zuidoosten van de provinciehoofdstad Xi'an. De archeologische vindplaats bevindt zich op de klifwanden van een kloof in het Lössplateau. Omdat löss een bodem is die bestaat uit extreem fijne deeltjes die door de wind worden aangevoerd, moeten alle grotere stenen die in lössafzettingen worden aangetroffen door mensen of dieren zijn aangevoerd. 

## Ontdekking en opgraving
In het arrondissement Lantian werden in 1964 fossielen van Homo erectus, nu Lantianmens genoemd, ontdekt. Het oudste fossiel, een schedel, werd aanvankelijk gedateerd op 1,15 miljoen jaar geleden. In 2001 begonnen geoloog Zhu Zhaoyu en andere wetenschappers opnieuw onderzoek te doen naar de vindplaats en stelden vast dat de schedel 1,63 miljoen jaar oud was. 
Het team van Zhu onderzocht de regio rond de fossiele vindplaats en ontdekte stenen werktuigen die diep begraven lagen in de wand van een ravijn in Shangchen, op minder dan 5 km afstand. Het team, dat in 2010 werd vergezeld door de Britse paleoantropoloog Robin Dennell, onderzocht de kloof grondig en groef de vindplaats op tussen 2004 en 2017. Hun bevindingen werden in juli 2018 gepubliceerd in het tijdschrift Nature. 
In Shangchen werden in totaal 96 stenen werktuigen gevonden, waaronder afslagen, punten en kernen. Ze werden gevonden in 17 artefactlagen. 

## Datering
De oudste laag met artefacten werd gedateerd op 2,12 miljoen jaar geleden, terwijl de jongste laag werd gedateerd op 1,26 miljoen jaar geleden. Dit geeft aan dat de vindplaats (niet noodzakelijkerwijs onafgebroken) 850.000 jaar lang bewoond is geweest. Bij sommige van de werktuigen werden botfragmenten van dieren gevonden, waaronder herten en runderen. Het is niet uitgesloten dat er in de toekomst nog oudere artefacten gevonden worden, aangezien de diepste lagen in Shangchen in 2018 ontoegankelijk waren omdat het gebied actief landbouw werd bedreven. 
De bevindingen zijn belangrijk omdat ze een van de vroegste bewijzen van Homo buiten Afrika vertegenwoordigen na Masol in India, en daarmee de vondsten van de Dmanisi-mensen in Georgië in de Kaukasus overtreffen. Dit was tot dan toe de oudste bekende vindplaats uit het vroegpaleolithicum buiten Afrika was, daterend van 1,85 miljoen jaar geleden. Het is ook ouder dan de Yuanmoumens, het oudste menselijke fossiel dat in Oost-Azië is gevonden, welke dateert van 1,7 miljoen jaar geleden. Omdat de Shangchen-vindplaats geen vulkanische mineralen bevat, die wel veel voorkomen op Afrikaanse vindplaatsen, werden de sedimenten gedateerd met behulp van de paleomagnetische methode.
De auteurs van het onderzoek stellen dat een natuurlijke oorsprong van de veronderstelde artefacten wordt uitgesloten, aangezien er in Shangchen en de directe omgeving geen oude rivieren bekend zijn, die natuurlijke rotsen in vormen zouden kunnen hebben uitgehouwen die lijken op door mensen gemaakte gereedschappen. Niet-betrokken wetenschappers die de bevindingen hebben onderzocht, zoals Michael Petraglia, een archeoloog aan het Max Planck Instituut voor de Wetenschap van de Menselijke Geschiedenis in Jena, Duitsland, beschouwen de data als overtuigend. 